# Rudra

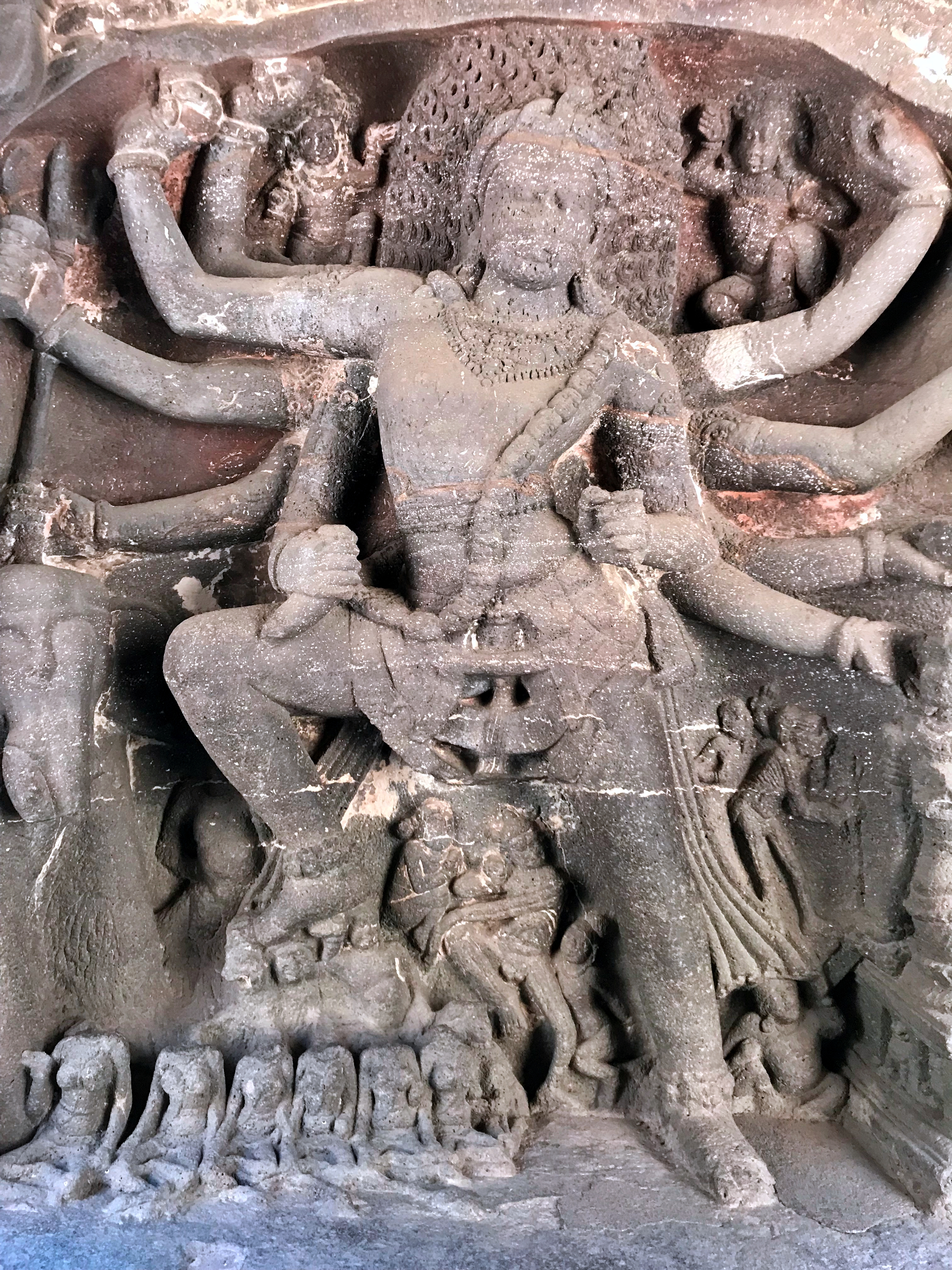
Rudra no templo Kailasa.

Rudra é o deus da tempestade e dos trovões na mitologia hindu.
No Rigueveda é descrito como "o mais poderoso dos poderosos".